# La Mata Xica
La Mata Xica o La Mateta és una masia de Matadepera (Vallès Occidental) protegida com a Bé Cultural d'Interès Local.

## Descripció
Masia situada a la part baixa dels turons de les Pedritxes, més concretament del de Sant Joan, de l'Ós i Roques Blanques. Junt amb Can Roure, Mas Cellers, Can Ferrers de Dalt i de Baix, constitueix la línia d'assentaments que segueixen la riera de les Arenes des de ponent, nucli originari de l'actual municipi amb l'antiga ermita de Sant Joan i que vertebra la part rural del camí Ral de Manresa.
La tipologia pertany a la casa pairal del segle xix, planta gairebé quadrada, de tres plantes i golfes, coberta de doble vessant, orientada a migdia. Destaquen les feixes de conreu amb marges d'obra ben treballats paral·lels al camí i que amb molta probabilitat pertanyien a l'antiga Can Torrella de Dalt. De la mateixa manera que la resta d'estructures que envolten l'edifici i que presenten una factura més arcaica.